# Мина, Артуро
Артуро Рафаэль Мина Меса (исп. Arturo Rafael Mina Meza; родился 8 октября 1990 года в Рио-Верде, Эквадор) — эквадорский футболист, защитник.

## Клубная карьера
Мина начал профессиональную карьеру выступая за команды низших дивизионов «Мунисипаль» и УТЕ. В 2012 году он получил приглашение из клуба «Макара». 2 декабря в матче против «Депортиво Кито» Артуро дебютировал за клуб в эквадорской Серии А. За «Макару» Мины отыграл сезон и в начале 2014 года перешёл в «Индепендьенте дель Валье». 15 марта в поединке против «Эль Насьональ» он дебютировал за новую команду. 30 марта в матче против «Мушук Руна» Артуро забил свой первый гол на высшем уровне.
21 июля 2016 года в первом финальном матче Кубка Либертадорес против колумбийского «Атлетико Насьональ» Мина забил гол.
Летом того же года Артуро перешёл в аргентинский «Ривер Плейт». 28 августа в матче против «Банфилда» он дебютировал в аргентинской Примере. В поединке против «Тальерес» он Мина забил свой первый гол за «Ривер Плейт».
Летом 2017 года Артуро перешёл в турецкий «Ени Малатьяспор».

## Международная карьера
15 октября 2014 года в товарищеском матче против сборной Сальвадора Мина дебютировал за сборную Эквадора.
Летом 2015 года Артуро принял участие в Кубке Америки в Чили. На турнире он сыграл в матче против Мексики.
В 2016 году Мина во второй раз принял участие в Кубке Америки в США. На турнире он сыграл в матчах против команд Бразилии, Перу, Гаити и США.
Летом 2019 года Артуро был приглашён в сборную для участия в Кубке Америки, который состоялся в Бразилии. В первом матче в группе против Уругвая он на 78-й минуте срезал мяч в собственные ворота, а его команда крупно уступила 0:4.